# Северо-восточный майду
Северо-восточный майду, или горный майду (Maidu, Mountain Maidu, Northeastern Maidu) — почти исчезнувший майдуанский язык, распространённый ранее в Калифорнии, США. На нём говорит народ майду, который проживает на севере округов Лассен, Плумас, Сьеррас штата Калифорния в США. Есть большой интерес к активизации. Большинство населения майду перешли на английский язык.

## История
До контакта с европейцами народы майду вели образ жизни охотников и собирателей на территории центральной Калифорнии. Эти народы проживали в районе, который ныне включает Лассен-Пик, озеро Хони, Сакраменто и озеро Тахо. Они говорили на близкородственных языках, включая сохранившиеся языки майду, конкоу и нисенан, а также на языке долинный майду и других вымерших вариантах.